# Mount Alverstone
Mount Alverstone är ett berg på gränsen mellan Kanada och USA (Alaska).  Toppen på Mount Alverstone är 4 420 meter över havet. Den ingår i Saint Elias Mountains.
Trakten runt Mount Alverstone består av kala bergstoppar och glaciärar.